# Малашенко Ольга Михайлівна
Ольга Михайлівна Малаше́нко (21 грудня 1910, Київ — 19 грудня 2000, Керч) — український мистецтвознавець; член Спілки радянських художників України з 1953 року. Мати археолога Олени Цвек.

## Біографія
Народилася 8 [21] грудня 1910 року в місті Києві (нині Україна). 1934 року закінчила Київський художній інститут, була ученицею Сергія Гілярова, Андрія Тарана, Михайла Козика, Володимира Денисова.
Протягом 1934—1939 років була науковим співробітником Київського музею російського мистецтва. 1941 року закінчила аспірантуру при Київському художньому інституті. Брала участь у німецько-радянській війні. Нагороджена орденом Вітчизняної війни II ступеня (6 квітня 1985). Була членом КПРС.
У 1946—1953 роках — науковий співробітник відділу радянського мистецтва, одночасно з 1949 року — завідувач відділу наукової пропаганди мистецтва у Третьяковській галереї в Москві; у 1953—1966 роках — директор Київського музею російського мистецтва. Завдяки співпраці з приватними колекціонерами на початку 1950-х років їй вдалося поповнити музейний фонд роботами [[Врубель Михайло Олександрович|Михайла Врубеля]я, Михайла Нестерова, Івана Айвазовського, Станіслава Жуковського, Миколи Реріха.
З 1967 року — у Керчі. Мешкала в Керчі будинку на Вулиці Володі Дубініна, № 9/19, квартира № 17 та у Києві в будинку на вулиці Маршала Жукова, № 2, корпус № 1, квартира № 49. Померла у Керчі 19 грудня 2000 року.

## Наукова діяльність
Працювала в галузі мистецтвознавства. Серед робіт:
- доповідь «Завдання і форми науково-популяризаційної роботи Державної Третяковської галереї» (1952);
- вступна стаття до путівника «Київський музей російського мистецтва» (1954);
- вступні статті до каталогів творів Василя Верещагіна (1956), Михайла Врубеля, Миколи Ґе (обидва — 1957);
- текст до альбому «Київський державний музей російського мистецтва. Живопис» (Київ, 1962);
- вступна стаття до каталогу «Крамаренко Л. Б. Виставка творів» (Київ, 1963);
- книга «Лев Крамаренко» (Київ, 1975, у співавторстві з Лідією Логвинською).

Протягом 1937—1960 років писала наукові та науково-популярні статті про творчість українських та російських художників.